# Danh sách chất dinh dưỡng đa lượng
Sau đây là danh sách các chất dinh dưỡng đa lượng, xếp theo 2 nhóm: có cung cấp năng lượng, hỗ trợ cho sự chuyển hóa.

## Chất dinh dưỡng đa lượng có cung cấpnăng lượng
Chia 3 nhóm: protein, chất béo và carbohydrat. 

### Protein

#### amino acid
- amino acid tiêu chuẩn
  - Alanine
  - Arginin
  - Axit aspartic (aspartat)
  - Asparagine
  - Cystein
  - Axit glutamic (glutamat)
  - Glutamine
  - Glycin
  - Histidin
  - Isoleucin (amino acid mạch nhánh)
  - Leucin (amino acid mạch nhánh)
  - Lysin
  - Methionin
  - Phenylalanin
  - Proline
  - Serine
  - Threonin
  - Tryptophan
  - Tyrosine
  - Valin (amino acid mạch nhánh)

### Chất béo

#### Chất béo bão hòa
- Axit butyric
- Axit caproic
- Axit caprylic
- Axit capric
- Axit lauric
- Axit myristic
- Axit pentadecanoic
- Axit palmitic
- Axit heptadec
- Axit stearic
- Axit arachidic
- Axit behenate
- Axit tetracos
- Axit hỗn hợp

#### Chất béo chưa bão hòa một nối đôi
- Myristol
- Pentadecenoic
- Palmitol
- Heptadecenoic
- Axit oleic
- Eicosen
- Axit erucic
- Axit nervonic

#### Chất béo chưa bão hòa nhiều nối đôi
- Axit linoleic
- Axit linolenic
- Stearidon
- Eicosatrienoic
- Arachidon
- Axit eicosapentaenoic (EPA) - axit béo thiết yếu
- DPA
- DHA (Axit docosahexaenoic) - axit béo thiết yếu

#### Axit béo thiết yếu
- Axit eicosapentaenoic (EPA)
- DHA (Axit docosahexaenoic)

#### Các chất béo khác
- Các axit béo Omega-3
- Các axit béo Omega-6
- Axit béo dạng trans
- Cholesterol

### Carbohydrat

#### Đường
- Fructose
- Galactose
- Glucose
- Lactose
- Maltose
- Saccarose

## Chất dinh dưỡng đa lượng hỗ trợ chosự chuyển hóa

### Chất khoáng đa lượng
- Calci
- Chloride
- Magie
- Phosphor
- Kali
- Natri
- Sắt

### Chất xơ

#### Tan trong nước
- Beta-glucan
  - Xelulose − các loại ngũ cốc, quả, rau (trong tất cả các thực vật nói chung)
  - Kitin − trong nấm, bộ khung ngoài của côn trùng và động vật giáp xác
- Lignin − các loại hạt của quả, rau (các sợi của garden bean), các loại ngũ cốc.

#### Không tan trong nước
- Fructans − thay thế hoặc bổ sung trong một số thực vật tỉ lệ tinh bột như lưu trữ carbohydrate
- Inulin − trong các thực vật khác nhau, vd: cúc vu, cải ô rô, vv.
- Polyuronide
  - Pectin (E440) − trong vỏ quả (chủ yếu cùi trắng bưởi, các loại táo, mộc qua Kavkaz, rau)